# Jezus Kristus Neexistus?
Jezus Kristus Neexistus? je deváté studiové album české skupiny J.A.R., vydané v červnu 2023 společností Warner Music. Původně vyšlo pouze na streamovacích platformách a CD, LP vyšlo až později. Produkoval jej Roman Holý, který je rovněž autorem či spoluautorem hudby k většině písní. Nahráno bylo v různých studiích v letech 2020–2023. Přispělo na něj několik hostů, včetně rapperů Oriona a Vladimira 518, varhaníka Ondřeje Pivce a dětského sboru. Pokřtěno bylo v srpnu 2023 v Branických ledárnách. Dočkalo se nominace na cenu Anděl coby album roku, kterou ve vítězství neproměnilo; J.A.R. však byli v souvislosti s albem oceněni jako skupina roku.

## Seznam skladeb
| Pořadí         | Název                    | Hudba                       | Text                                              | Délka |
| -------------- | ------------------------ | --------------------------- | ------------------------------------------------- | ----- |
| 1.             | Biliony kilometrů        | Roman Holý                  | Pavel Juráček                                     | 0:27  |
| 2.             | Jezus Kristus Neexistus? | Holý                        | Oto Klempíř, Michael Viktořík                     | 3:58  |
| 3.             | Sláva nazdar výfetu      | Holý                        | Klempíř, Viktořík, Dan Bárta, Orion, Vladimir 518 | 5:55  |
| 4.             | Už jsem v důchodu        | Holý, Dan Bárta             | Klempíř                                           | 4:37  |
| 5.             | Reggay                   | Holý, Miroslav Chyška       | Klempíř                                           | 3:59  |
| 6.             | Herečky píšou            | Holý, Bárta                 | Klempíř, Bárta                                    | 7:08  |
| 7.             | Fjůča                    | Holý                        | Viktořík                                          | 4:36  |
| 8.             | Mrdám to                 | Holý, Bárta                 | Klempíř, Bárta, Viktořík                          | 3:35  |
| 9.             | Parazit                  | Holý                        | Klempíř, Bárta                                    | 4:48  |
| 10.            | Doba bubák               | Holý                        | Klempíř, Viktořík                                 | 3:49  |
| 11.            | Doba v mlze              | Holý, Chyška, Filip Jelínek | instrumentální                                    | 2:41  |
| 12.            | Šedesát                  | Holý, Bárta                 | Klempíř, Bárta                                    | 5:50  |
| 13.            | Poslední rváč            | Holý, Bárta                 | Klempíř, Bárta                                    | 6:35  |
| 14.            | Kluci z JARu             | Holý                        | Klempíř                                           | 0:22  |
| 15.            | Drogy                    | Bárta                       | Bárta, Viktořík                                   | 0:18  |
| 16.            | Punk                     | Jiří Macháček               | Jiří Macháček                                     | 0:12  |
| Celková délka: | Celková délka:           | Celková délka:              | Celková délka:                                    | 58:50 |

## Obsazení

### J.A.R.
- Roman Holý – programování, syntezátory, baskytara, kytara, zpěv, vokály
- Oto Klempíř – rap
- Michael Viktořík – rap, zpěv
- Dan Bárta – zpěv, vokály
- Miroslav Chyška – kytara
- Filip Jelínek – pozoun
- František Kop – sopránsaxofon, tenorsaxofon, barytonsaxofon, flétna
- Radek Kašpar – altsaxofon, klarinet
- Robert Balzar – baskytara
- Pavel Zbořil – bicí

### Ostatní hudebníci
- Tereza Černochová (9)
- Orion (3)
- Vladimir 518 (3)
- Laura Černochová (14)
- Sušický dětský sbor (3, 4)
- Ondřej Pivec – varhany (3, 4)